# Балльхаус, Михаэль
Михаэль Балльхаус (нем. Michael Ballhaus; 5 августа 1935, Берлин — 12 апреля 2017, Берлин) — немецкий кинооператор. C 1985 работал в США. Среди фильмов, в которых Михаэль выступал оператором, значатся такие ленты, как «Похититель детей», «Горькие слёзы Петры фон Кант», «Мир на проводе», «Я только хочу, чтобы вы меня любили», «Отчаяние», «Замужество Марии Браун», «Цвет денег», «Стеклянный зверинец», «Телевизионные новости», «Последнее искушение Христа», «Отпетые мошенники», «Деловая девушка», «Знаменитые братья Бейкеры», «Дракула», «Эпоха невинности», «Славные парни», «Спящие», «Банды Нью-Йорка» и «Отступники». Трехкратный номинант на премии «Оскар» и «BAFTA» в категории «Лучшая операторская работа».

## Биография
Сын актрисы Лены Хуттер и актёра, режиссёра Оскара Балльхауса, близких к Максу Офюльсу. Михаэль испытал его творческое влияние. Известен многолетним сотрудничеством с Р. Фассбиндером и М. Скорсезе.

### Личная жизнь
Первая жена Балльхауса (1958) — Хельга Мария Беттен Балльхаус.
Два сына — кинематографисты.

## Избранная фильмография
- 1971: Уайти (Райнер Вернер Фассбиндер)
- 1971: Предостережение от святой проститутки (Р. Фассбиндер)
- 1972: Горькие слёзы Петры фон Кант (Р. Фассбиндер)
- 1973: Мир на проводе (Р. Фассбиндер, телефильм)
- 1974: Марта (Р. Фассбиндер, телефильм)
- 1975: Кулачное право свободы (Р. Фассбиндер)
- 1975: Холодная кровь (Р. Греган)
- 1975: Вознесение матушки Кюстерс (Р. Фассбиндер)
- 1976: Sommergäste (Петер Штайн)
- 1976: Я только хочу, чтобы вы меня любили (Р. Фассбиндер, телефильм)
- 1976: Сатанинское зелье (Р. Фассбиндер)
- 1976: Китайская рулетка (Р. Фассбиндер)
- 1977: Nur zum Spaß, nur zum Spiel (Фолькер Шлёндорф)
- 1977: Женщины в Нью-Йорке (Р. Фассбиндер, телефильм)
- 1977: Больвизер (Р. Фассбиндер, телефильм)
- 1978: Германия осенью (Р. Фассбиндер, А. Клюге, Ф. Шлёндорф и др.)
- 1978: Отчаяние (Р. Фассбиндер)
- 1979: Замужество Марии Браун(Р. Фассбиндер)
- 1979: Trilogie des Wiedersehens (Петер Штайн, телефильм)
- 1980: Groß und Klein (Петер Штайн)
- 1981: Лили Марлен (Р. Фассбиндер)
- 1982: Der Zauberberg (Ханс Гайсендёрфер, по роману Томаса Манна)
- 1983: Heller Wahn (Маргарет фон Тротта)
- 1983: Крошка, это ты! (Джон Сейлз)
- 1985: После работы (Мартин Скорсезе)
- 1985: Смерть коммивояжёра (Ф. Шлёндорф, по А.Миллеру)
- 1986: Under the Cherry Moon (Принс)
- 1986: Цвет денег (Мартин Скорсезе)
- 1987: Стеклянный зверинец (Пол Ньюмен)
- 1987: Телевизионные новости (Джеймс Брукс, номинация на Оскара)
- 1988: Последнее искушение Христа (Мартин Скорсезе)
- 1988: Дом на Кэрролл-стрит (Питер Йетс)
- 1988: Отпетые мошенники (Фрэнк Оз)
- 1988: Деловая девушка (Майк Николс)
- 1989: Знаменитые братья Бейкеры (Стив Клоувз, номинация на Оскара)
- 1990: Открытки с края бездны (Майк Николс)
- 1990: Славные парни (Мартин Скорсезе, номинация на премию BAFTA)
- 1991: А как же Боб? (Фрэнк Оз)
- 1991: Виновен по подозрению(Ирвин Уинклер)
- 1992: Короли мамбо (Арнолд Глимчер)
- 1992: Дракула (Ф. Ф. Коппола)
- 1993: Эпоха невинности (Мартин Скорсезе, номинация на премию BAFTA)
- 1994: Телевикторина (Роберт Редфорд)
- 1994: Я согласен на всё (Джеймс Л. Брукс)
- 1995: Эпидемия (Вольфганг Петерсен)
- 1996: Спящие (Барри Левинсон)
- 1997: Самолёт президента (Вольфганг Петерсен)
- 1998: Основные цвета (Майк Николс)
- 1999: Дикий, дикий Вест (Барри Зонненфельд)
- 2000: What Planet Are You From? (Майк Николс)
- 2000: Легенда Багера Ванса (Роберт Редфорд)
- 2002: Банды Нью-Йорка (Мартин Скорсезе, номинация на Оскара, номинация на премию BAFTA)
- 2003: Любовь по правилам и без (Нэнси Мейерс)
- 2004: Городские девчонки (Боаз Якин)
- 2006: Отступники (Мартин Скорсезе)
- 2013: 3096 дней (Шерри Хорман)

## Признание
Лауреат Deutscher Filmpreis (1973, 1978), European Film Awards (2007), Баварской кинопремии (2007), многих других национальных и международных наград. О нём сняты несколько документальных фильмов.
Член жюри Каннского МКФ (1996) и Венецианского МКФ (2003).